# Gran Premio de Montreal 2010

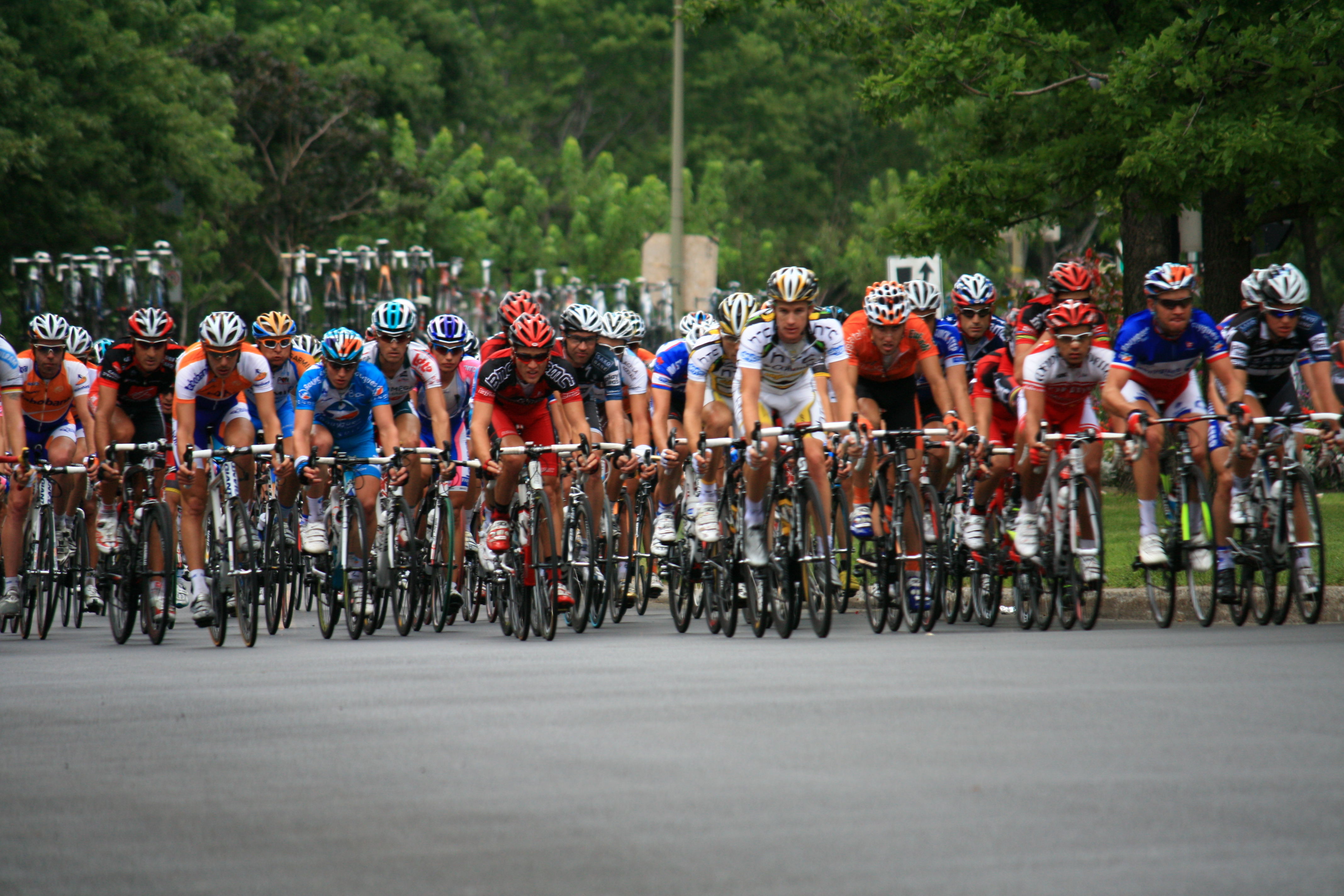
Gran Premio de Ciclismo de Montreal.

La  1.ª edición del Gran Premio de Montreal fue una carrera ciclista que se disputó el 12 de septiembre de 2010, sobre un circuito urbano por Montreal de 12,6 km al que se le dieron 15 vueltas totalizando 186 km. 
La prueba perteneció al circuito UCI ProTour. 
A pesar de no tener grandes dificultades montañosas la prueba tuvo un total de 3664 metros de desnivel ascendente acumulado con cotas de hasta el 11% de desnivel lo que la hizo una prueba ideal para escaladores y clasicómanos.
Participaron los mismos 22 equipos que dos días antes disputaron la también prueba canadiense del Gran Premio de Quebec. Formando así un pelotón de 167 corredores, de 8 ciclistas cada equipo (excepto el Rabobank, Française des Jeux, Ag2r-La Mondiale, Team Milram, Cofidis, le Crédit en Ligne, Astana y Liquigas-Doimo que salieron con 7 y el Footon-Servetto que salió con 6), de los que acabaron 92; aunque solo 91 de ellos dentro del "control".
El ganador final fue Robert Gesink que cruzó la línea de meta en solitario tras un ataque en la cota de Camilien-Houde, a unos 10 km de la llegada. Le acompañararon en el podio Peter Sagan y Ryder Hesjedal respectivamente.
Las clasificaciones secundarias fueron para Ángel Madrazo (montaña) y Ryder Hesjedal (combatividad y canadienses).

## Clasificación final
| \| Posición \| Ciclista \| Equipo \| Tiempo \| \| -------- \| ------------------- \| --------------------------- \| ---------- \| \| 1. \| Robert Gesink \| Rabobank \| 4h 58' 22" \| \| 2. \| Peter Sagan \| Liquigas-Doimo \| + 4" \| \| 3. \| Ryder Hesjedal \| Garmin-Transitions \| m.t. \| \| 4. \| Haimar Zubeldia \| RadioShack \| m.t. \| \| 5. \| Maxime Monfort \| HTC-Columbia \| m.t. \| \| 6. \| Samuel Sánchez \| Euskaltel-Euskadi \| + 9" \| \| 7. \| Leonardo Duque \| Cofidis, le Crédit en Ligne \| + 14" \| \| 8. \| Alexandre Botcharov \| Katusha \| m.t. \| \| 9. \| Francesco Gavazzi \| Lampre-Farnese Vini \| m.t. \| \| 10. \| Alessandro Ballan \| BMC Racing \| m.t. \| |                     |                             |            |
| Posición | Ciclista            | Equipo                      | Tiempo     |
| 1. | Robert Gesink       | Rabobank                    | 4h 58' 22" |
| 2. | Peter Sagan         | Liquigas-Doimo              | + 4"       |
| 3. | Ryder Hesjedal      | Garmin-Transitions          | m.t.       |
| 4. | Haimar Zubeldia     | RadioShack                  | m.t.       |
| 5. | Maxime Monfort      | HTC-Columbia                | m.t.       |
| 6. | Samuel Sánchez      | Euskaltel-Euskadi           | + 9"       |
| 7. | Leonardo Duque      | Cofidis, le Crédit en Ligne | + 14"      |
| 8. | Alexandre Botcharov | Katusha                     | m.t.       |
| 9. | Francesco Gavazzi   | Lampre-Farnese Vini         | m.t.       |
| 10. | Alessandro Ballan   | BMC Racing                  | m.t.       |